# Andrés Llinás
Andrés Llinás Montejo (Bogotà, 23 luglio 1997) è un calciatore colombiano, difensore dei Millonarios e della nazionale colombiana.

## Carriera

### Club
Cresciuto nel settore giovanile dei Millonarios, debutta in prima squadra i 1º maggio 2015 in occasione del match di Copa Colombia pareggiato 1-1 contro il Tigres FC.

### Nazionale
Debutta con la nazionale colombiana il 16 gennaio 2022 in occasione dell'amichevole vinta 2-1 contro l'Honduras.

## Statistiche
Statistiche aggiornate al 10 gennaio 2022.

### Presenze e reti nei club
| Stagione        | Squadra         | Campionato      | Campionato | Campionato | Coppe nazionali | Coppe nazionali | Coppe nazionali | Coppe continentali | Coppe continentali | Coppe continentali | Altre coppe | Altre coppe | Altre coppe | Totale | Totale | Totale |
| Stagione        | Squadra         | Comp            | Pres       | Reti       | Comp            | Pres            | Reti            | Comp               | Pres               | Reti               | Comp        | Pres        | Reti        | Pres   | Reti   |        |
| --------------- | --------------- | --------------- | ---------- | ---------- | --------------- | --------------- | --------------- | ------------------ | ------------------ | ------------------ | ----------- | ----------- | ----------- | ------ | ------ | ------ |
| 2015            | Millonarios     | A               | 0          | 0          | CC              | 1               | 0               |                    | -                  | -                  |             | -           | -           | 1      | 0      |        |
| 2018            | Valledupar      | B               | 16         | 0          | CC              | 1               | 0               |                    | -                  | -                  |             | -           | -           | 17     | 0      |        |
| 2019            | Millonarios     | A               | 0          | 0          | CC              | 1               | 1               |                    | -                  | -                  |             | -           | -           | 1      | 1      |        |
| 2020            | Millonarios     | A               | 4          | 0          | CC              | 1               | 0               | CS                 | 0                  | 0                  |             | -           | -           | 5      | 0      |        |
| 2021            | Millonarios     | A               | 40         | 2          | CC              | 1               | 0               |                    | -                  | -                  |             | -           | -           | 41     | 2      |        |
| Totale carriera | Totale carriera | Totale carriera | 52         | 2          |                 | 4               | 1               |                    | 0                  | 0                  |             | -           | -           | 56     | 3      |        |

### Cronologia presenze e reti in nazionale
| Cronologia completa delle presenze e delle reti in nazionale ― Colombia | Cronologia completa delle presenze e delle reti in nazionale ― Colombia | Cronologia completa delle presenze e delle reti in nazionale ― Colombia | Cronologia completa delle presenze e delle reti in nazionale ― Colombia | Cronologia completa delle presenze e delle reti in nazionale ― Colombia | Cronologia completa delle presenze e delle reti in nazionale ― Colombia | Cronologia completa delle presenze e delle reti in nazionale ― Colombia | Cronologia completa delle presenze e delle reti in nazionale ― Colombia |
| Data                                                                    | Città                                                                   | In casa                                                                 | Risultato                                                               | Ospiti                                                                  | Competizione                                                            | Reti                                                                    | Note                                                                    |
| ----------------------------------------------------------------------- | ----------------------------------------------------------------------- | ----------------------------------------------------------------------- | ----------------------------------------------------------------------- | ----------------------------------------------------------------------- | ----------------------------------------------------------------------- | ----------------------------------------------------------------------- | ----------------------------------------------------------------------- |
| 16-1-2022                                                               | Fort Lauderdale                                                         | Colombia                                                                | 2 – 1                                                                   | Honduras                                                                | Amichevole                                                              | -                                                                       |                                                                         |
| 25-9-2022                                                               | Harrison                                                                | Colombia                                                                | 4 – 1                                                                   | Guatemala                                                               | Amichevole                                                              | -                                                                       |                                                                         |
| 29-1-2023                                                               | Carson                                                                  | Stati Uniti                                                             | 0 – 0                                                                   | Colombia                                                                | Amichevole                                                              | -                                                                       |                                                                         |
| 11-12-2023                                                              | Fort Lauderdale                                                         | Colombia                                                                | 1 – 0                                                                   | Venezuela                                                               | Amichevole                                                              | -                                                                       | 80’                                                                     |
| Totale                                                                  |                                                                         | Presenze                                                                | 4                                                                       |                                                                         | Reti                                                                    | 0                                                                       |                                                                         |